# Чердаки (Нижегородская область)
Чердаки — деревня в Тонкинском районе Нижегородской области. Входит в сельское поселение Большесодомовский сельсовет.

## География
Находится на левом берегу реки Уста на расстоянии примерно 13 километров по прямой на запад-юго-запад от районного центра поселка Тонкино.

## История
Известна с 1790 года. В деревне в 1916 году учтено было хозяйств 81, жителей 373, были развиты извозный и пильщицкий промыслы. В период коллективизации создан колхоз «Новый путь». До революции имелась единоверческая Казанская церковь.

## Население
Постоянное население составляло 89 человек (русские 100 %) в 2002 году, 49 в 2010.